# Hen Wlad Fy Nhadau
Hen Wlad Fy Nhadau ([heːn wlaːd və n̥adai], lett. "La vecchia terra dei miei padri"), solitamente tradotto come Terra dei miei padri, è l'inno nazionale del Galles, scritto e cantato in lingua gallese. 
Le parole furono scritte da Evan James e la musica composta da suo figlio James James, quando entrambi erano residenti nella città di Pontypridd, nella meridionale contea di Glamorgan, nel gennaio 1856. Presso la Biblioteca nazionale del Galles sono conservate le trascrizioni più antiche.

## Uso
Dal 1905, sebbene l'inno ufficiale del Galles fosse allora God Bless the Prince of Wales, prese piede la consuetudine di cantare Hen Wlad Fy Nhadau durante gli incontri di rugby. Nei quarant'anni che seguirono, Hen Wlad Fy Nhadau diventò l'inno più popolare e veniva cantato insieme all'ufficiale God Bless the Prince of Wales e al britannico God Save the Queen prima degli eventi sportivi. Dal 1975, si decise che solo Hen Wlad Fy Nhadau doveva essere cantato. Come altri inni britannici, non è stabilito come inno ufficiale dalla legge, ma è stato usato come inno nazionali in cerimonie governative, come l'apertura del parlamento gallese (Senedd Cymru, già assemblea gallese) e nelle accoglienze della monarchia britannica dagli anni 1970.

## Testo
Gwlad beirdd a chantorion, enwogion o fri;
Ei gwrol ryfelwyr, gwladgarwyr tra mâd,
Dros ryddid gollasant eu gwaed.
Gwlad, gwlad, pleidiol wyf i'm gwlad.
Tra môr yn fur i'r bur hoff bau,
O bydded i'r hen iaith barhau.
Hen Gymru fynyddig, paradwys y bardd,
Pob dyffryn, pob clogwyn, i'm golwg sydd hardd;
Trwy deimlad gwladgarol, mor swynol yw si
Ei nentydd, afonydd, i mi.
Gwlad, gwlad... (ecc.)
Os treisiodd y gelyn fy ngwlad tan ei droed,
Mae hen iaith y Cymry mor fyw ag erioed,
Ni luddiwyd yr awen gan erchyll law brad,
Na thelyn berseiniol fy ngwlad.
Gwlad, gwlad... (ecc.)»
Terra di bardi e di cantanti, celebri di stima;
I suoi valorosi guerrieri, tali patrioti brillanti,
Per la libertà versarono il loro sangue.
Patria, patria, sono fedele alla mia patria.
Purché il mare fa muro per il paese puro amato,
O, che sopravviva la vecchia lingua!
Vecchio Galles montano, il paradiso dei bardi,
Ogni valle, ogni rupe è bello alla mia vista;
Attraverso i sentimenti patriottici, così attraente m'è il mormorio
Dei suoi ruscelli e dei suoi fiumi.
Patria, patria... (ecc.)
Se i nemici opprimono la mia terra sotto i loro piedi,
La vecchia lingua dei gallesi continua a vivere come sempre,
La musa non è ostacolata dalla mano fallo di tradimento,
Né è l'arpa melodiosa della mia patria.
Patria, patria... (ecc.)»